# Willingshof
Willingshof ist eine Hofanlage an Stelle einer  Wüstung in der heutigen Gemarkung Breunings der Gemeinde  Sinntal im Main-Kinzig-Kreis in Hessen.

## Geographische Lage
Der Hof liegt ca. 400 m über NN, 2 km westlich von Breunings.

## Geschichte
1379 war der Ort im Besitz derer von Steckelberg. Allerdings war die Vogtei über den Ort ein Aktiv-Lehen der Herrschaft Hanau, später der Grafschaft Hanau und folgend der Grafschaft Hanau-Münzenberg, das als Lehensnehmer die von Hutten innehatten. Willings gehörte im Heiligen Römischen Reich zum Gericht Altengronau. Nachdem er wüst gefallen war, was vor dem Jahr 1444 geschehen ist, fiel die Vogtei als erledigtes Lehen an Hanau zurück.
1714 errichtete ein Major von Adlerstein an der Stelle der Wüstung einen Hof, den Willingshof. 1748–1790 befand dieser sich im Besitz von Friedrich zum Dietert. 1895 hatte der Hof 8 Bewohner.
Nach dem Tod des letzten Hanauer Grafen, Johann Reinhard III. im Jahr 1736 erbten die Landgrafen von Hessen-Kassel die gesamte Grafschaft Hanau-Münzenberg. Der Willingshof gehörte so in Folge zum Kurfürstentum Hessen, das ihn dem Amt Schwarzenfels zuordnete, nach der kurhessischen Verwaltungsreform von 1821 zum Landkreis Schlüchtern und seit der Hessischen Gebietsreform in den 1970er Jahren zur Gemeinde Sinntal und zum Main-Kinzig-Kreis.

## Historische Namensformen
In erhaltenen Urkunden wurde Willingshof unter den folgenden Ortsnamen erwähnt (in Klammern das Jahr der Erwähnung):
- Wylns (1379)
- Welns (1444)
- Welms (1453)
- Welmis (1493)
- Welns (1472)
- Willings (1694)